# Hydrotaea nubilicosta
Hydrotaea nubilicosta este o specie de muște din genul Hydrotaea, familia Muscidae, descrisă de Malloch în anul 1923.
Este endemică în Columbia. Conform Catalogue of Life specia Hydrotaea nubilicosta nu are subspecii cunoscute.